# 南部徳洲会病院
南部徳洲会病院（なんぶとくしゅうかいびょういん）は沖縄県島尻郡八重瀬町にある民間病院である。徳洲会グループが運営している。屋上にヘリポートがある民間医療機関で、 離島救急や洋上救急にも対応している。沖縄県災害拠点病院指定。

## 沿革
- 1979年(昭和54年)6月1日　開院。
- 2007年(平成19年)7月1日　新築移転する。

## 施設概要
- 構造：鉄筋コンクリート造（地上７階、地下１階建て）
- 総病床数：345床（全て一般病床。うち、回復期リハビリテーション病棟に41床）

## 診療科目
- 内科
- 外科
- 循環器科
- 呼吸器内科
- 心臓血管外科
- 産婦人科
- 整形外科
- 脳神経外科
- 泌尿器科
- 皮膚科
- 肛門外科
- 放射線科
- 麻酔科
- リハビリテーション科
- 小児科
- 眼科
- 耳鼻咽喉科
- 高気圧治療潜水外来
- 人工透析

## 医療機関の指定・認定
- 保険医療機関[4]
- 労災保険指定医療機関[4]
- 指定自立支援医療機関（更生医療・育成医療・精神通院医療）[4]
- 身体障害者福祉法指定医の配置されている医療機関[4]
- 生活保護法指定医療機関[4]
- 結核指定医療機関[4]
- 指定養育医療機関[4]
- 戦傷病者特別援護法指定医療機関[4]
- 原子爆弾被害者一般疾病医療取扱医療機関[4]
- 公害医療機関[4]
- 母体保護指定医の配置されている医療機関[4]
- 臨床研修病院（基幹型[5]）[4]
- DPC対象病院[4]
- 災害拠点病院（地域）[6]
- 公益財団法人日本医療機能評価機構認定病院[7]
- NPO法人卒後臨床研修評価機構認定病院[5]
- このほか、各種法令による指定・認定病院であるとともに、各学会の認定施設でもある。

## 交通アクセス
- 那覇市内より、沖縄バスの100番津嘉山線「徳洲会病院前」バス停下車[8]。